# Яструбівка
Я́струбівка (до 1945 року — Темір; крим. Temir) — село Курманського району Автономної Республіки Крим.